# Комарув-Осада (гмина)
Комарув-Осада (пол. Komarów-Osada) — сельская гмина (волость) в Польше, входит как административная единица в Замойский повет, Люблинское воеводство. Население — 5602 человека (на 2004 год).
Административный центр гмины — деревня Комарув-Осада.

## Сельские округа
1. Антонювка
2. Дуб
3. Хута-Комаровска
4. Янувка-Всходня
5. Янувка-Заходня
6. Кадлубиска
7. Комарув-Дольны
8. Комарув-Осада
9. Комарув-Гурны
10. Комарув-Весь
11. Крачев
12. Кшивысток
13. Кшивысток-Колёня
14. Ксенжостаны
15. Ксенжостаны-Колёня
16. Рущызна
17. Соснова-Дембова
18. Сварычув
19. Снятыче
20. Томашувка
21. Тучапы
22. Волица-Бжозова
23. Волица-Бжозова-Колёня
24. Волица-Снятыцка
25. Зубовице
26. Зубовице-Колёня

## Соседние гмины
1. Гмина Крынице
2. Гмина Лабуне
3. Гмина Мёнчин
4. Гмина Рахане
5. Гмина Ситно
6. Гмина Тышовце